# Uraraneida
Ordre
Les Uraraneida sont un  ordre fossile d’arachnides.

## Classificiation
L'ordre des Uraraneida est décrit par Paul A. Selden et William A. Shear in Selden, Shear & Sutton en 2008,.

## Description
Les Uraraneida ont existé du Dévonien au Permien. Ces arachnides ont la particularité de posséder une queue ressemblant à celle des scorpions. Au contraire des araignées, les Uraraneida n'ont pas de filières.

## Liste des taxons inférieurs
Selon World Spider Catalog (version 20.5, 2020) :
- † famille des Permarachnidae Eskov & Selden, 2005
- † genre Attercopus Selden & Shear, 1991

### Publication originale
- [2008] (en) Selden, Shear et Sutton, « Fossil evidence for the origin of spider spinnerets, and a proposed arachnid order. », Proceedings of the National Academy of Sciences, vol. 105, no 52,‎ 2008, p. 20781–20785 (DOI 10.1073/pnas.0809174106, lire en ligne). .